# União das Freguesias de Nogueira e Ermida
Die União das Freguesias de Nogueira e Ermida ist eine portugiesische Gemeinde (Freguesia) im Kreis (Concelho) Vila Real im Norden Portugals.

## Geschichte
Die Gemeinde entstand im Zuge der Gebietsreform vom 29. September 2013 durch die Zusammenlegung der ehemaligen Gemeinden Nogueira und Ermida.
Nogueira wurde Sitz der neuen Verwaltung.

## Demographie
| Freguesia | Freguesia         | Freguesia | Freguesia     | ehemalige Freguesias | ehemalige Freguesias | ehemalige Freguesias | ehemalige Freguesias |
| --------- | ----------------- | --------- | ------------- | -------------------- | -------------------- | -------------------- | -------------------- |
| Wappen    | Freguesia         | Einwohner | Fläche in km² | Wappen               | Freguesia            | Einwohner            | Fläche in km²        |
|           | Nogueira e Ermida | 759       | 11,96         |                      | Nogueira             | 544                  | 5,03                 |
|           | Nogueira e Ermida | 759       | 11,96         | Ermida               | 423                  | 6,91                 |                      |